# Izraelska ženska softbolska reprezentacija
Izraelska ženska softbolska reprezentacija predstavlja državu Izrael u športu softbolu.
Krovna organizacija: 

## Postave

### EP 2007.
Chard-Yaron, Pizov, Sh. Mayk, Jacoby, Reich, Berlin, Wolf, Nosgorodsky, Lloyd, Eisenberg, Beinin, Haskell, L. Mayk

## Nastupi na EP
- divizija "B", Prag 1997.: -
- divizija "B", Antwerpen 1999.: -
- divizija "B", Beč 2001.: -
- divizija "B", Saronno, Italija 2003.: 8.
- divizija "B", Prag 2005.: 7.
- divizija "B", Zagreb 2007.:

## Vanjske poveznice
- Postava na EP 2007.  Arhivirana inačica izvorne stranice od 19. kolovoza 2007. (Wayback Machine)